# Avi Gabbay
Avraham Gabbay, detto Avi (Gerusalemme, 22 febbraio 1967), è un politico e imprenditore israeliano; dal luglio 2017 è il leader del Partito laburista israeliano ed ex leader dell'Unione sionista. È stato CEO della compagnia di telecomunicazioni Bezeq dal 2007 al 2013, per poi intraprendere la carriera politica. È stato ministro per la protezione ambientale dal maggio 2015 al maggio 2016 nel quarto governo Netanyahu.